# Ердман Микола Робертович

Микола Ердман, 1920-ті роки

Ердман Микола Робертович (1900—1970) — радянський російський драматург, сценарист. Лауреат Сталінської премії другого ступеня (1951). Брат російського театрального художника Бориса Ердмана.

## Біографія
Народився 16 листопада 1900 р. у Москві. Закінчив Московське реальне училище.

Мейерхольд, Маяковський і Ердман

Літературну діяльність розпочав у 1922 році. Працював з В. Е. Мейєрхольдом. Автор широко відомих п'єс «Мандат», «Самовбивця», згодом заборонених, і лібрето «Кажан» (1932, композитор — Ісаак Дунаєвський). 
У кіно — з 1927 року.
Влітку 1934 року на зйомках фільму «Веселі хлоп'ята» був заарештований разом зі співавтором сценарію Володимиром Массом і потім засуджений (за широко поширеною легендою — за те, що його антирадянську байку артист Борис Ліванов прочитав на зустрічі Сталіна з артистами в Кремлі). З титрів «Веселих хлоп'ят» прізвища Ердмана та Масса були зняті. Під час заслання рік жив у Єнісейську, потім — в Томську. Звільнений у вересні 1936 року.
До війни жив у Калініні та Рязані, де познайомився з Михайлом Вольпіним, з яким згодом створив ряд сценаріїв для ігрових і мультиплікаційних фільмів. 
З кінця 1940 року жив у Саратові. 
З 1941 — учасник Другої Світової війни, працював в ансамблі НКВС (разом з Сергієм Юткевичем, Юрієм Любимовим та іншими кінематографістами). 
Після війни працював в основному над інсценуваннями для театральних вистав і над сценаріями дитячих мультиплікаційних фільмів. 
У шістдесятих роках був у художній раді Театру на Таганці. (У 1990 році його п'єса «Самовбивця» була поставлена на сцені театру режисером Юрієм Любимовим).
Помер 10 серпня 1970 р. у Москві, похований на Новому Донському кладовищі.

## Фільмографія
Автор сценаріїв фільмів:
- «Веселі хлоп'ята» (1934, у співавт.)
- «Волга-Волга» (1938, у співавт.)
- «Принц і жебрак» (1942)
- «Актриса» (1943, у співавт.)
- «Сміливі люди» (1950, у співавт.)
- «Застава в горах» (1953, у співавт.)
- «Шведський сірник» (1954)
- «Клишоногий друг» (1959, у співавт.)
- «Мішель і Мішутка» (1961, у співавт.)
- «Незвичайне місто» (1962, у співавт.)
- «Каїн XVIII» (1963, у співавт.)
- «Приборкувачі велосипедів» (1963, у співавт.)
- «Морозко» (1964, у співавт.)
- «Місто майстрів» (1965)
- «Вогонь, вода та... мідні труби» (1967, у співавт.)
- «Кіт, який гуляв сам по собі» (1968)

та ін.
В УРСР за його сценаріями знято кінокартини:
- «Митя» (1927)
- «Проданий апетит» (1928, у співавт. з А. Марієнгофом)

Автор сценаріїв до багатьох мультфільмів:
- «Дванадцять місяців» (1956, у співавт.)
- «Палка виручалка» (1956, у співавт.)
- «Снігова королева» (1957, у співавт. з Г. Гребнером та Л. Атамановим)
- «Кицин дім» (1958, у співавт.)
- «Пригоди Буратіно» (1959, у співавт.)
- «Дюймовочка» (1964, у співавт.)
- «Кіт, який гуляв сам по собі» (1968) та ін.